# Slavomír Lener
Slavomír Lener (* 10. března 1955 Beroun) je bývalý český hokejový hráč a trenér.
Rané dětství prožil ve Všeradicích, později se celá rodina přestěhovala do Dobříše, kde studoval i na místním gymnáziu. Začínal zde s mnoha sporty na krajské úrovni (fotbal, hokej, tenis, volejbal). Na Fakultě tělesné výchovy a sportu Univerzity Karlovy v Praze vystudoval specializaci lední hokej pod vedením Vladimíra Kostky. Lední hokej hrál za tamní klub HOSK Dobříš, který hrál krajskou ligu.
Vojnu odsloužil v Jihlavě, kde asistoval u A-mužstva a vedl mladé žákovské talenty (1979–1980), čímž začal trenérskou kariéru. 

## Reprezentace

### Trenér
Působil v české národní lize u celku Dukla Jihlava B v Písku (1980–1981) a několik sezón u I. ČLTK Praha (1981–1986), kde vedl sportovní třídy, juniory a dospělé. Později pracoval jako metodik na Svazu ledního hokeje a absolvoval i půlroční stáž v Číně (1986), kde trénoval seniorskou reprezentaci. V letech 1989 až 1991 vedl jako hlavní trenér československou reprezentaci B, v roce 1991 odešel do Kanady, kde pracoval jako týmový konzultant pro výběr Kanadské reprezentace (1991–1992). V NHL působil jako asistent trenéra celkem 6 sezón (Calgary Flames 1992–1995, Florida Panthers 1999–2002).
Jako hlavní trenér vedl českou reprezentaci do 20 let (4. místo na MSJ 1996). Poté na Mistrovství světa 1996 ve Vídni jako asistent trenéra Luďka Bukače získal s českou seniorskou reprezentací zlaté medaile. Největšího úspěchu dosáhl v trenérské dvojici s Ivanem Hlinkou, se kterým dovedl český tým na Zimních olympijských hrách 1998 v Naganu k olympijskému vítězství. Dále dvakrát získal bronzové medaile na světových šampionátech v letech 1997 ve Finsku a 1998 ve Švýcarsku. V letech 2002–2004 vedl reprezentaci jako hlavní trenér (MS 2003 – 4. místo, MS 2004 – 5. místo). 
Trénoval klubové celky v nejvyšších soutěžích v Česku i v zahraničí: 1996–1998 a 2004–2005 HC Sparta Praha, 2005–2007 Luleå HF (Švédsko), 2007 DEG Metro Stars (Německo) a 2008–2010 Linköpings HC (Švédsko).
V letech 2010–2018 byl šéftrenérem českého hokeje v rámci ČSLH a působil v roli generálního manažera mužské reprezentace. V letech 2019–2021 působil jako manažer rozvoje ledního hokeje. V roce 2021 se začal věnovat trénování nejmenších dětí na Dobříši.
V NHL, reprezentaci a nejvyšších klubových soutěžích odkoučoval více než 1000 zápasů. Stal se prvním českým trenérem působícím v NHL a současně historicky druhým evropským (po Finu Alpo Suhonenovi).

## Profesní činnost
Přednášel na sympoziích a trenérských seminářích v Kanadě, USA, Švédsku, při MS v rámci IIHF v Lotyšsku a Německu. V Česku na FTVS UK, v rámci ČOV na konferencích Mosty a Dialogy. Je spoluzakladatelem Unie profesionálních trenérů ČOV. Je expertem a analytikem NHL v TV Nova Sport, publikuje odborné články o NHL v magazínu COACH. 